# Eierstokcyste

Een eierstokcyste is een met vloeistof gevulde blaas in de eierstok. Vaak veroorzaakt deze geen symptomen. Soms leiden cysten tot een opgeblazen gevoel, pijn in de onderbuik of pijn in de onderrug. Als de cyste openbreekt of de eierstok verdraait, kan hevige pijn ontstaan. Dit kan leiden tot braken of een gevoel van slapte. De meeste cysten zijn echter goedaardig.

## Oorzaak en diagnose
De meeste eierstokcysten zijn functionele cysten van het type follikelcyste of corpusluteumcyste. Andere typen zijn cysten door endometriose, dermoïdcysten (ook wel "wondergezwel") en cystadenomen. Bij het polycysteusovariumsyndroom zijn er veel kleine cysten in beide eierstokken. Een eileiderontsteking kan ook cysten tot gevolg hebben. Cysten zijn maar zelden een vorm van eierstokkanker. De diagnose wordt gesteld door middel van een inwendig onderzoek met een echo of een andere testmethode om meer informatie te verkrijgen.

## Behandeling
Bij cysten wordt vaak niet ingegrepen. Wanneer ze pijn veroorzaken, kunnen medicijnen zoals paracetamol (acetaminofeen) of ibuprofen worden gebruikt. Er kan worden gekozen voor gebruik van hormonale anticonceptiemiddelen om cysten te voorkomen bij wie er vaak last van heeft. Er is echter geen bewijs dat anticonceptie helpt als behandeling van bestaande cysten. Als de cysten niet na enkele maanden verdwijnen, groter worden, er vreemd uitzien of pijn veroorzaken, kunnen ze chirurgisch worden verwijderd.

## Verspreiding
De meeste vrouwen krijgen op vruchtbare leeftijd maandelijks kleine cysten. Grote cysten die problemen veroorzaken, doen zich voor bij ongeveer 8% van de vrouwen vóór de menopauze. Na de menopauze krijgt ongeveer 16% van de vrouwen eierstokcysten, en als deze er zijn, is de kans groter dat het gaat om kanker.